# Tabuaeran
Tabuaeran, también conocido como isla Fanning, es un atolón de coral del grupo de las islas de la Línea, pertenecientes a la República de Kiribati, en el océano Pacífico central. Tiene una altitud máxima de 3 metros sobre la marea alta. 
Fue descubierto por el estadounidense Edmund Fanning en 1798, mientras navegaba entre el territorio español de la Capitanía General de Chile y China. El nombre, derivado del polinesio Tapuaerangi, recuerda su forma de pisada. También se ha conocido como isla American.
Hay algunos restos que indican que había sido habitado por polinesios de Tonga en el siglo XV. Hoy en día tiene una población de 1900 habitantes que se establecieron para la producción de copra. Con tierra importada de Hawái hoy también se cultivan frutas.
En 1902 se instaló allí el tramo más largo de cable submarino de ese entonces, el Pacific Cable que unía Gran Bretaña con Australia vía Canadá. El buque CS Colonia fue construido específicamente para el tramo Bamfield, Vancouver (Canadá), hasta la isla Fanning, de 3459 millas náuticas (6400 km) sin interrupciones. 
- Datos: Q127335
- Multimedia: Tabuaeran / Q127335
- Guía turística: Tabuaeran